# Coelura
Coelura is een geslacht van vlinders van de familie Uraniavlinders (Uraniidae), uit de onderfamilie Epipleminae.

## Soorten
- C. dissocia Warren, 1905
- C. omana Druce, 1892
- C. purpurea Dognin, 1913
- C. strigitermen Dognin, 1913
- C. transversata Warren, 1897